# 吴岳良
吴岳良（1962年2月—），男，江苏宜兴人，中国理论物理学家，中国科学院理论物理研究所研究员。现任中国科学院理论物理研究所所长，中国科学院大学常务副校长。

## 生平
1982年毕业于南京大学。1987年在中国科学院理论物理研究所获理学博士学位。